# سیمئون هاخومیان (نویسنده)
سیمئون گاسپاری هاخومیان (ارمنی: Սիմեոն Գասպարի Հախումյան؛ زادهٔ ۴ فوریهٔ ۱۸۵۹ - درگذشته ۱۴ فوریهٔ ۱۹۰۵)، نویسنده، مترجم و روزنامه‌نگار اعتقادی اهل ارمنستان بود.

## زندگی‌نامه
وی در ۴ فوریهٔ ۱۸۵۹ در شوشی به دنیا آمد و از دانشکده علوم الهی گئورگیان و دانشگاه پاریس فارغ‌التحصیل گشت. وی سردبیر ژاماناک (۱۹۰۲–۱۹۰۱) بود. وی در ۱۴ فوریه ۱۹۰۵ در سن ۴۶ سالگی در پاریس درگذشت.